# Klukowo (powiat ostrowski)
Klukowo – wieś sołecka w Polsce położona w województwie mazowieckim, w powiecie ostrowskim, w gminie Małkinia Górna.
| SIMC    | Nazwa         | Rodzaj  |
| ------- | ------------- | ------- |
| 0514348 | Klukowo-Morgi | kolonia |

W latach 1975–1998 miejscowość należała administracyjnie do województwa ostrołęckiego.
Wierni kościoła rzymskokatolickiego należą do parafii Najświętszego Serca Pana Jezusa w Małkini Górnej.